# Edward Southwell Jr.
Edward Southwell Jr. (1/16 juin 1705 - 16 mars 1755) de King's Weston, dans le Gloucestershire, est un homme politique anglo-irlandais Whig qui siège au Parlement irlandais de 1727 à 1755 et à la Chambre des communes britannique de 1739 à 1754.

## Biographie

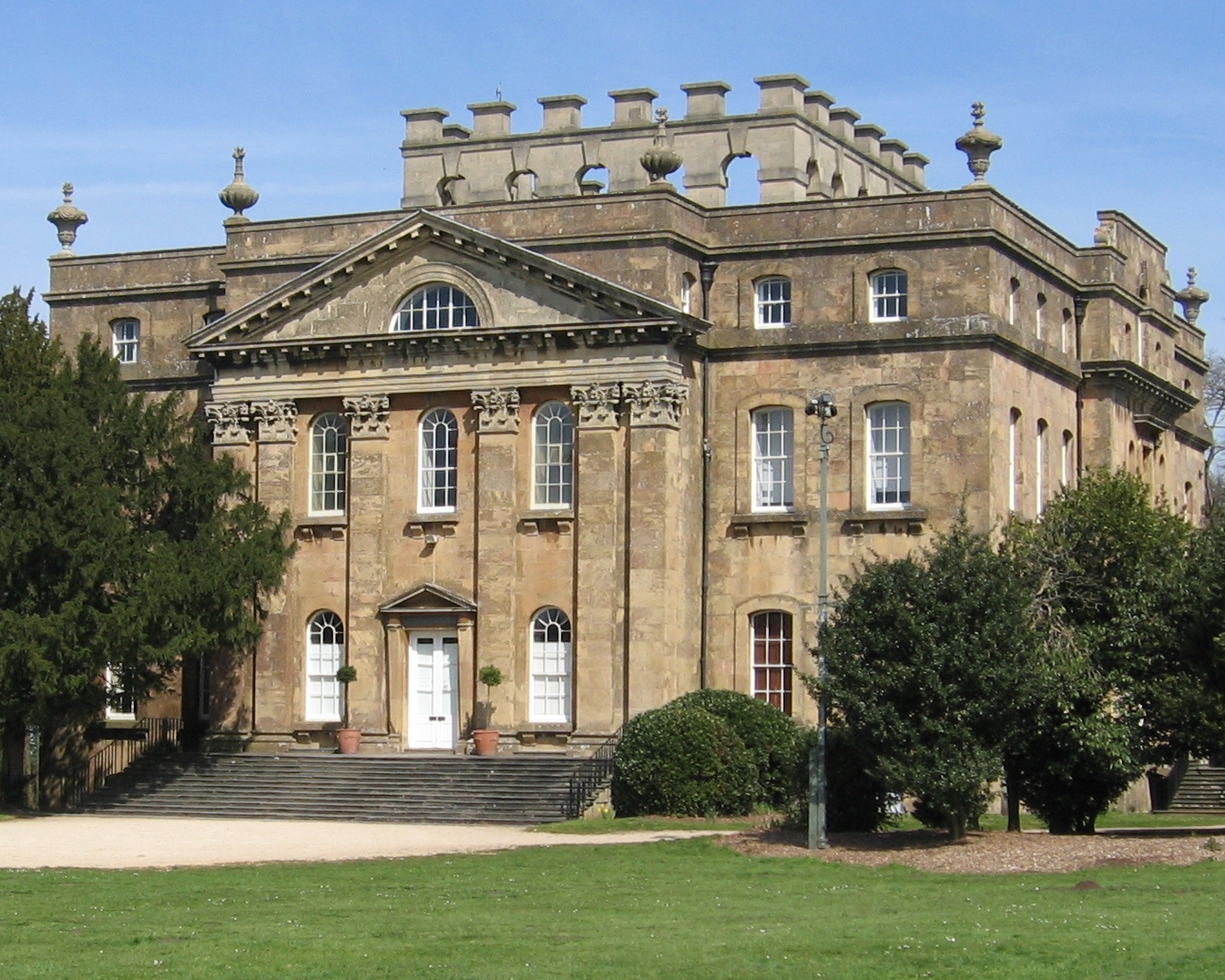
Kings Weston House, à Bristol

Il est le fils d'Edward Southwell Sr. (1671-1730) et d'Elizabeth Cromwell (8e baronne Cromwell) et petit-fils de sir Robert Southwell. Il fait ses études à la Westminster School de 1715 à 1716 et estinscrit au Queen's College d'Oxford en 1721. Il voyage à l'étranger à partir de 1723 .
Il siège à la Chambre des communes irlandaise pour Downpatrick de 1727 jusqu'à sa mort. Il succède à son père comme principal secrétaire d'État (Irlande) en 1730, et le 6 mai 1732, il est nommé au Conseil privé d'Irlande .
Il épouse le 21 août 1729 Catherine Watson (décédée en avril 1765), fille d'Edward Watson (vicomte Sondes) et de Lady Catherine Tufton, qui habite à Kings Weston House, près de Bristol. Leur fils, Edward Southwell devient plus tard baron de Clifford.
Il siège à la Chambre des communes de Grande-Bretagne de 1739 à 1754 en tant que député de Bristol .

## Papiers personnels
Les documents relatifs à Edward Southwell sont conservés aux archives Bristol (Réf. 44785 et 45317/2/5/1) ( page 1 du catalogue en ligne, page 2 du catalogue en ligne ). Un journal de bord, datant de 1725 à 1726, est conservé dans les collections de manuscrits de la British Library . D'autres documents relatifs à Edward Southwell sont conservés à la bibliothèque de référence Bristol .